# Need to Know (Anne Hvidsten)
Need to Know è il singolo di debutto della cantante norvegese Anne Hvidsten, pubblicato nel 2003 su etichetta discografica Capitol Records come primo estratto dall'album omonimo.

## Tracce
1. Need to Know – 4:09
2. Arrow – 3:57

## Classifiche
| Classifica (2004) | Posizione massima |
| ----------------- | ----------------- |
| Norvegia          | 8                 |